# Karl Georg Albrecht Ernst von Hake

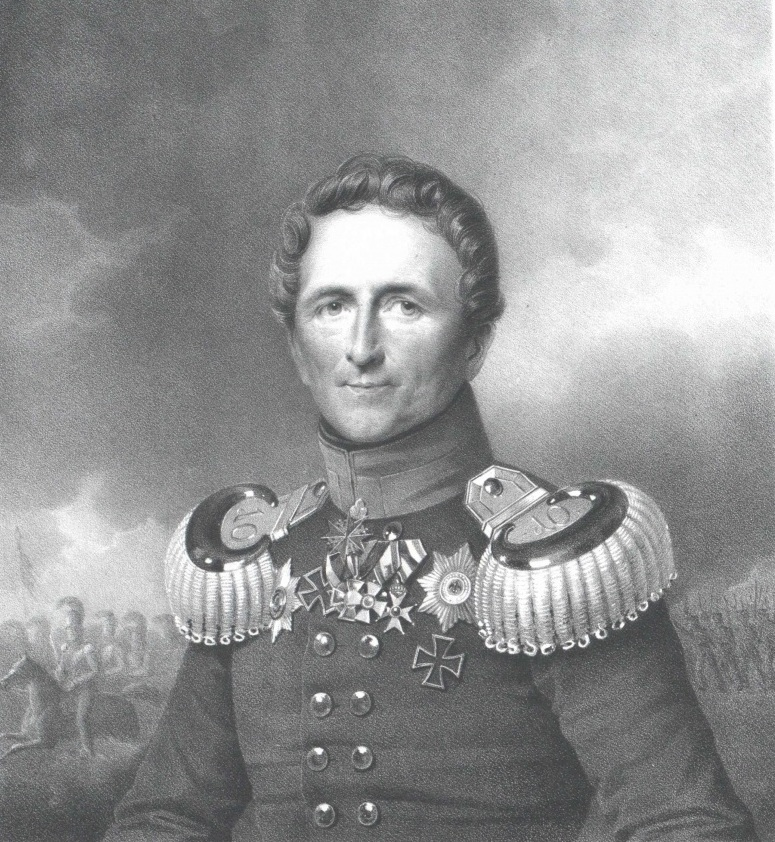

Albrecht Georg Ernst Carl von Hake (* 8. August 1769 auf Gut Flatow; † 19. Mai 1835 in Castellammare di Stabia bei Neapel) war ein preußischer General der Infanterie und Kriegsminister unter König Friedrich Wilhelm III.

## Leben

### Herkunft
Karl entstammte dem zum Uradel zählenden Geschlecht von Hake. Er war der Sohn von Karl Friedrich von Hake (1729–1799) und dessen Ehefrau Johanna Beate Charlotte, geborene von Fuchs († 1799). Sein Vater war preußischer Premierleutnant a. D. sowie Rittergutsbesitzer auf Cremmen und Flatow.

### Militärkarriere
Hake wurde 1780 Page bei König Friedrich dem Großen. Am 10. April 1785 wurde er dann als Fähnrich im Regiment „Garde“ der Preußischen Armee angestellt und im April 1788 zum Sekondeleutnant befördert. Als solcher machte Hake während des Feldzuges 1792/95 gegen Frankreich die Kämpfe bei Fontoy und Longwy, die Belagerung von Mainz und die Kanonade von Valmy mit. Für sein Wirken in der Schlacht bei Pirmasens erhielt er den Orden Pour le Mérite. Bereits Mitte Februar 1793 war Hake als Gehilfe des Obersten Julius von Grawert in den Generalstab versetzt worden. Hier wurde er 1795 Quartiermeisterleutnant und im Mai 1797 auf Empfehlung seines Vorgesetzten Generalleutnant Levin von Geusau zum Kapitän befördert. Weitere Verwendungen waren 1799 als Inspektionsadjutant bei der Berliner Infanterie-Generalinspektion des Generalfeldmarschalls Wichard von Möllendorff und ab März 1804 als Adjutant beim Prinzen Heinrich von Preußen. Am 1. Mai 1809 wurde er Direktor der 1. Division des Allgemeinen Kriegsdepartements im Kriegsministerium.
Im Februar 1810 übernahm Hake anstelle der vorigen Aufgabe die Leitung des Militär-Ökonomie Departements, wurde Geheimer Staatsrat und zusätzlich ab Juni ad interim Chef des Allgemeinen Kriegsdepartements von General Gerhard von Scharnhorst sowie Chef des Ingenieurkorps und der Festungen. Somit war Hake der erste Minister, der Chef beider Departements des Kriegsministeriums war. Später wurden diese Bereiche immer von ein und derselben Person übernommen und nur noch als das Amt des Kriegsministers benannt. Karl von Hake gilt deshalb als der erste preußische Kriegsminister überhaupt.
Hake hat zweimal das Amt des Kriegsministers ausgeübt (Juni 1810 bis August 1813 und November 1819 bis Oktober 1833). Mit immerhin 17 Jahren Amtszeit auf dieser Position hat er die Funktion des Kriegsministers am längsten ausgeübt.
In der ersten Amtszeit waren Hake aber die Hände gebunden. Scharnhorst war auf Druck der Franzosen zurückgetreten, aber trotzdem weiterhin der eigentliche Leiter des Allgemeinen Kriegsdepartements. Somit war die Besetzung mit Hake erstmal nur ein Ablenkungsmanöver. Zudem hatte Hake auch noch einen schweren Stand, weil ihm das Vertrauen für höhere Aufgaben seitens Friedrich Wilhelms III. sowie des „Strippenziehers“ Scharnhorst nicht geschenkt wurde.
Am 9. Mai 1812 wurde Hake mit Patent vom 28. März 1813 zum Generalmajor befördert, nachdem er eigentlich sein Rücktrittsgesuch eingereicht hatte. Das Gesuch wurde abgelehnt. 1813 war Hake, nachdem Scharnhorst sich voll dem beginnenden Krieg widmete, für die Mobilmachung und die weiteren Vorbereitungen zuständig.
Nach dem Beitritt Österreichs in die Allianz gegen Frankreich wurde Hake preußischer Bevollmächtigter im Großen Hauptquartier des Oberbefehlshabers Fürst Karl Philipp zu Schwarzenberg. In den Befreiungskriegen gegen Frankreich nahm er an mehreren Schauplätzen teil, darunter die Völkerschlacht bei Leipzig sowie die Belagerungen von Mézières und Sedan. Für die Blockade von Landrecies wurde er mit beiden Klassen des Eisernen Kreuzes ausgezeichnet und erhielt am 3. April 1814 das Eichenlaub zum Pour le Mérite. In der Schlacht von Waterloo befehligte er die 13. Brigade im Bülowschen Korps. Nach der Niederlage Napoleons ernannte man Hake am 28. Juni 1815 zum Chef der Bundestruppen in Frankreich. Ende des Jahres kehrte er nach Preußen zurück, war für ein halbes Jahr Chef der Brigade in Danzig sowie im Mai 1816 kurzzeitig Chef der Brigade in Glogau, um dann am 20. Mai 1816 Kommandierender General am Rhein zu werden.
In seiner zweiten Amtszeit als Kriegsminister, die er am 26. Dezember 1819 nach dem Rücktritt Boyens antrat, gab es für ihn mehrere Schwerpunkte. Die Verfestigung der neuen Militärverhältnisse nach den Befreiungskriegen, Schaffung der Landwehrkavallerie, Bau von Kasernen. So schuf er unter schwierigen Verhältnissen zweckmäßige Organisationen für das Remontierungswesen und die Intendanturen. Er hatte in dieser zweiten Phase als Kriegsminister zwar keine Person wie Scharnhorst neben sich, aber dafür andere Widrigkeiten, mit denen er sich auseinandersetzen musste. So war der Staat weiterhin finanziell stark eingeschränkt, und die allgemeine Wehrpflicht musste gegen Widerstände aus verschiedenen Richtungen durchgesetzt werden. Ein anderes Problem war die Landwehr, die sich zunehmend verselbständigte, und Hake musste aufpassen, dass sie weiterhin uneingeschränkt gehorchte.
Wegen zunehmender Krankheit wurde Hake am 20. Oktober 1833 von seiner Stellung entbunden und mit einem jährlichen Gehalt von 6000 Talern zur Disposition gestellt. Er reist nach Italien, wo er 1835 in Castellammare di Stabia bei Neapel verstarb.

### Auszeichnungen
In Würdigung seiner langjährigen Verdienste wurde Hake am 15. September 1817 zum Chef des 10. Infanterieregiments ernannt. Er war seit 22. Januar 1825 Ritter des Schwarzen Adlerordens sowie Inhaber des Roten Adlerordens I. Klasse und des Ordens der Heiligen Anna I. Klasse.

## Fazit
Albrecht Georg Ernst Carl von Hake ist heute nahezu unbekannt. Es waren andere Personen die in der Zeit Hakes „Geschichte geschrieben“ haben. Neben den Persönlichkeiten Scharnhorst, Hardenberg oder auch vom Stein verblasst der eigentlich erste Kriegsminister Preußens. Wohl auch aus diesem Grund gibt es in den Standardhandbüchern zur deutschen Geschichte und Enzyklopädien selten einen Beitrag oder eine Erwähnung Hakes.
Die Allgemeine Deutsche Biographie schreibt 1879 als Fazit über Hake „[…] nicht ein Staatsmann ersten Ranges oder ein Feldherr, auch nicht ein organisatorisches Genie, aber ein rechtschaffener Mann und ein rastloser Arbeiter, welcher seinem Vaterland treue und nützliche Dienste geleistet hat.“